# Farces et moralités
Farces et moralités (Farsas y moralidades) es una selección de seis comedias en un acto del escritor francés Octave Mirbeau, publicada en 1904.  Se encuentran en el volume : L’Épidemie (La epidemia), Vieux ménages (Un viejo matrimonio), Le Portefeuille (La cartera), Scrupules (Escrúpulos), Les Amants (Los amantes) y Interview (Entrevista).

## Un teatro moderno
Estas pequeñas obras teatrales son farsas, en que el estilo es cómico y los personajes se comportan de manera excesiva; y son también moralidades, en que el espectador tiene que sacar lecciones generales y los personajes son personificaciones de tipos sociales. 
Mirbeau lleva también la revuelta al seno del lenguaje, porque es el instrumento de todas las mentiras. Así se pueden ver, en estas farsas didácticas, anticipaciones del teatro de Bertolt Brecht, Marcel Aymé, Harold Pinter y Eugène Ionesco.

## La crítica social
Mirbeau desmitifica radicalmente la ley (Le Portefeuille), la monogamia (Vieux ménages), la prensa (Interview) y las instituciones sociales injustas y absurdas (Le Portefeuille, Scrupules).
Además el dramaturgo anarquista pone en ridículo el discurso de los políticos (L’Épidémie), de los jueces (Vieux ménages), de la publicidad (Interview) y el lenguaje hipócrita del amor en las clases superiores (Les Amants).

## Traducciones

### En castellano
- La Epidemia, Barcelona, Ediciones económicas “Avenir”, 1904, y Biblioteca de Tierra y Libertad, 1917, 31 páginas, traducción de José Chassinet ; Buenos-Aires, F.-J. Madero, 1921, 18 páginas.
- Un viejo matrimonio, Buenos Aires, Bambolinas, colección Bambolinas, n.º 145, 1921, 32 páginas ; Matrimonios maduros , Buenos Aires, B. Fueyo, 1922.
- La cartera, El Libro Popular, n.º 4, cerca 1926, pp. 202-245.
- Escrúpulos, Barcelona, Publicaciones Teatralia, colección « Biblioteca Teatralia », 1909, 38 páginas, traducción de Carlos Costa.
- Viejas parejas y Escrúpulos, Asociación de Directores de Escena de España, n.º 101, 2017, traducción de Lydia Vázquez..

### En catalán
- La Cartera, Barcelona, Imprenta Vda. de J. Cunill, colección « Biblioteca teatralia », 1910, 44 páginas, y  Llibreria Millá, colección « Catalunya teatral , 1937, 18 páginas, traducción de Carles Costa.
- Escrúpulos, Barcelona, Teatro Mundial,1909, traducción de Carles Costa.